# 中村優子
中村 優子（なかむら ゆうこ、1975年1月7日 - ）は、日本の女優。福井県福井市出身。ディケイド所属。東京外国語大学イタリア語学科卒業。

## 人物・来歴
2001年の『火垂』における、ストリッパー・あやこ役でブエノスアイレス映画祭 主演女優賞を受賞。
2006年の『ストロベリーショートケイクス』での秋代役で、2007年の第28回ヨコハマ映画祭助演女優賞を受賞する。
2009年の短編映画『狛 KOMA』（河瀬直美監督）では、「能（三輪）」の舞と謡を披露するシーンがある。
2009年のカンヌ国際映画祭・監督週間において、ディレクターズカット版の『火垂 2009 version』が特別上映され、河瀬直美監督と共に、舞台挨拶に登壇した。
また、帰国後には、再々編集されたディレクターズカット版も生まれ、『火垂』は3種類の編集版（『火垂』166分、『火垂 2009 canne version』106分、『火垂 2009 version』117分）が誕生することになった。
特技は能、語学（英語・イタリア語）、日本舞踊、ピアノ。2006年、写真家の橋本慎太郎と結婚し、2012年8月26日、女児を出産した。

## エピソード
『火垂』でのストリッパーの役作りのため、撮影前に実在のストリッパーの巡業に同行していた。今はなき老舗ストリップ劇場 奈良スターミュージックでは、女優であることを伏せて、営業中のステージに飛び入りで参加し、花形ストリッパーとの即興ダンスで客席を沸かせた。また、劇中のあやこが住んでいるという設定の奈良の長屋で、実際に自炊生活をしながら役作りをしていた。
『クヒオ大佐』では、No.1ホステスの役作りのため、映画の撮影前の期間、女優であることを伏せて、新人の素人ホステスとして実際に銀座のクラブで働き、最終的には客から指名をとるまでになっていた。
『ストロベリーショートケイクス』では、秋代の役作りのために、秋代として日記を綴っていた。そこには、映画の脚本や原作には存在しない秋代と菊地の出会いのエピソードや、ホテトル嬢になった理由など、秋代の心情風景がこと細やかに描写されていた。
『ギリギリの女たち』では、一番好きな台詞は「子ども作るぞっ!」と宣言するシーンだと述べた。そして実際に、撮影終了後、妊娠し、2012年8月に第1子女児を出産した。
『四谷怪談』では、化けて出てくるシーンの撮影中、突然手足がしびれて体調が急速に悪化、病院に搬送され、ウイルス性胃炎と診断される。当時、撮影スタッフたちは、中村が完全に役にのめり込んでいると思いこみ、異変に気がつかなかった。ようやく異変に気がついたプロデューサーが思わず中村に渡したのは、薬や水ではなく、於岩稲荷でもらった「お札」だった。
『ユンヒへ』では、ジュンの役作りのため、相手役キム・ヒエの高校時代の写真を取り寄せて、それを毎日見ながら、どんな笑い方をしたのだろう、どんな匂いだったのだろう、髪の毛の感じはどうだっただろう、一緒に歩いた場所はどんなところだったのだろうと想像し、ユンヒそのものに対する思いを積らせて撮影に臨んだ。
台詞を、まずは「音」として覚えるために、テープに録音し、料理をしながら「音楽」として聞いている。
写真家中平卓馬と親交が深く、度々写真撮影に同行している。また「中平卓馬を演ずる中村優子」のポートレイト写真においては、実際に中平の自宅にて、中平愛用の赤い帽子やメガネを着用し、撮影に挑んだ。

## 主な出演作品

### 映画
1999年
- 金融腐蝕列島〔呪縛〕（原田眞人監督）

2000年
- TRUTH:A STREAM（槌橋雅博監督）- 樋口香織 役[9]

2001年
- 火垂（河瀬直美監督）- 主演：水沢 あやこ 役

2003年
- Rodeo Drive（加納周典監督）- カナ 役
- 軒下のならず者みたいに（青山真治監督）- 典子 役
- 自殺マニュアル（福谷修監督）- リッキー 役

2004年
- 自殺マニュアル2 （小沼雄一監督）- リッキー 役
- ホテルウォータームーン（河原涼太郎監督）
- Bridge〜この橋の向こうに〜（加納周典監督）
- オーバードライヴ（筒井武文監督）
- 血と骨 （崔洋一監督）- 山梨清子 役

2005年
- 動・響・光（うごき・ひびき・ひかり）（槌橋雅博監督）
- 心中エレジー（亀井亨監督) - 田中麻美 役
- 蟬しぐれ （黒土三男監督）- おきみ 役
- イン・ザ・プール（三木聡監督）

2006年
- アイ・マイ・ミー・マイン（渡辺賢一監督）- 綾子 役
- AKIBA （小沼雄一監督）- ユウコ 役
- colors（柿本ケンサク監督）
- ストロベリーショートケイクス（矢崎仁司監督） - 秋代 役 ※主演
- 四谷怪談（池田千尋監督） - 陽子 役 ※主演

2007年
- 魂萌え! （阪本順治監督）- 悦子 役
- クワイエットルームにようこそ（松尾スズキ監督） - 栗田ノリコ 役

2008年
- 純白の闇〜A Glass Play In Kobe（槌橋雅博監督）- 神崎遥 役

2009年
- 火垂 2009 canne version（河瀬直美監督）- 主演・水沢あやこ 役
- クヒオ大佐  （吉田大八監督）- 未知子 役
- 真夏の夜の夢（中江裕司監督）- 梨花 役
- 街灯りの向こうに（山本亜希監督）- 主演・ゆかこ 役

2010年
- 鉄男 THE BULLET MAN（塚本晋也監督）- 美津枝 役
- TORSO（山崎裕監督）- 同僚 役
- BOX 袴田事件 命とは（高橋伴明監督）- 袴田日出子 役

2011年
- 不倫純愛（矢崎仁司監督）- 真知子 役
- まほろ駅前多田便利軒 （大森立嗣監督）- マリの母親 役

2012年 	
- ギリギリの女たち（小林政広監督）- 次女 役
- 逆転裁判（三池崇史監督）- 灰根サユリ／オウムのサユリさん 役
- 百瀬、こっちを向いて。（耶雲哉治監督）- 宮崎徹子 役

2015年
- ジヌよさらば〜かむろば村へ〜（松尾スズキ監督）- 奈津 役
- グッド・ストライプス（岨手由貴子監督）- 工藤紗代子 役
- 海街diary（是枝裕和監督）- 浅野陽子 役
- 野火（塚本晋也監督）- 田村の妻 役

2016年
- 夏美のホタル（廣木隆一監督）- 美也子 役
- 太陽（入江悠監督）- 奥寺純子 役

2017年
- トマトのしずく（榊英雄監督）- しのぶ 役[10]
- AMY SAID エイミー・セッド（村本大志監督）- 飯田直子 役

2018年
- 音量を上げろタコ!なに歌ってんのか全然わかんねぇんだよ!!（三木聡監督） - 木之本 役

2019年
- 九月の恋と出会うまで（山本透監督） - 祖父江 役
- ユンヒへ（イム・デヒョン監督） - ジュン 役 ※韓国映画／日本公開は2022年

2022年
- 前科者（岸善幸監督） - 遠山幸恵 役
- ケイコ 目を澄ませて（三宅唱監督）[11]- 医者 役
- ゆめのまにまに（張元香織監督） - 唐子 役

2023年
- エゴイスト（松永大司監督） - 斉藤しず子 役

2024年
- 碁盤斬り - 志乃 役
- 彼方のうた（杉田協士監督） - 雪子 役[12]
- 違国日記（瀬田なつき監督） - 高代実里 役[13]
- 箱男（石井岳龍監督） - 刑事 役[14]

### 短編映画
- JINRIKI（2001年）WEBドラマ／熊澤尚人監督
- ENCLOSURE（2001年）- 美津子 役／中井友昭監督
- lily of the valley（2003年）／合田典彦監督
- bunny boy（2003年）／木津俊彦監督
- TATOO（2003年）- 主演／山崎英樹監督
- 風見鶏と煙突男（2006年）主演／富永舞監督
- ぷちむー（2006年）- 主演／垣内美香監督
- 笑ひ教（2007年）／葉子監督
- 狛（2009年）主演／河瀬直美監督
- 5 +CAMERA（2010年）主演／平林勇監督
- 逢う時は他人（2013年）主演／小林政広監督
- RESPECT（2016年）主演／河瀬直美監督

### 舞台
- アルケミスト（1997年）／野村リエナ演出
- 能楽ヨーロッパ公演『祈り』（2007年）詞章朗読
- 蝋燭朗読中目黒「カラシニコフ不倫海峡」（2014年）／坂元裕二 脚本・演出

### テレビドラマ
- クライマーズ・ハイ（2005年、NHK）- 遺族の母 役
- 社長を出せ!（2005年、日本テレビ）- 美代子 役
- 連続テレビ小説（NHK）
  - どんど晴れ（2007年）- 仲居：石原清美 役
  - どんど晴れ スペシャル（2011年）- 仲居：石原清美 役
  - カーネーション（2012年）- 患者：吉沢加奈子 役
  - まれ（2015年）- 桶作しおり 役
- テレビドラマ『空の港で。それぞれのエアポート物語』第21話 別れの女（2008年、テレビ東京）
- ジャッジ 〜島の裁判官奮闘記〜II 第4話（2008年、NHK）- 玉木優子 役
- 星新一 ショートショート「謎めいた女」篇（2008年、NHK）- 主演：女 役
- 官僚たちの夏 第9話（2009年、TBS）- 遺族：子をおぶった母 役
- Edge Special "異境にて、桜を詠う～詩人・田原　東北の旅～" （Sky PerfecTV）-詩の朗読 役
- 母になったり、ならなかったり（2011年、NHK）- 主演：山村恵理子 役
- CBC開局60周年記念 スペシャルドラマ『初秋』（2012年、CBC制作・TBS系列）- 元恋人：Y 役
- 八重の桜（2013年、NHK大河ドラマ）- 会津藩士の未亡人：千代 役
- 変身インタビュアーの憂鬱（2013年、TBS）- 真壁真奈美 役
- 若者たち2014 第2話（2014年、フジテレビ）- 仲川志保 役
- 洞窟おじさん第1話（2015年、NHK BSプレミアム）-足尾から来た女 役
- リキッド〜鬼の酒 奇跡の蔵〜（2015年、NHK BSプレミアム）  - 相楽真知子 役
- ジャンクション39〜男たち、恋に迷走中!〜（2015年、NHK BSプレミアム） -綾波麻里子 役
- ちゃんぽん食べたかっ!（2015年、NHK土曜ドラマ）- 三村香織 役
- 64（ロクヨン）（2015年、NHK土曜ドラマ）- 村串みずき 役
- 金曜プレミアム 松本清張スペシャル かげろう絵図（2016年、フジテレビ）- お美代の方 役
- 世にも奇妙な物語 '16春の特別編「通いの軍隊」（2016年、フジテレビ）- 前島唯 役
- トットてれび（2016年、NHK土曜ドラマ）- 田所正子 役
- カルテット 第3話（2017年、TBS）- 岩瀬寛子 役
- フランケンシュタインの恋 第6話（2017年、日本テレビ）
- デッドストック〜未知への挑戦〜（2017年、テレビ東京ドラマ25）- 常田忍 役
- 連続ドラマW「北斗 -ある殺人者の回心-」（2017年、WOWOW）- 端爪美砂子 役
- NHKスペシャル 未解決事件 File 07「警察庁長官狙撃事件 ドラマ 容疑者Nと刑事の15年」（2018年9月8日、NHK）- 石黒清の妻 役
- コールドケース〜真実の扉〜シーズン2 第8話 17歳の母 Family（2018年、WOWOW）-皆本美姫 役
- 令和元年版 怪談牡丹燈籠（2019年、NHK BSプレミアム） - おりつ 役
- 相棒 season18 第8話・第9話（2019年12月4日・11日、テレビ朝日） - 高瀬佳奈恵 役
- Giri/Haji（英語版）（2019年、BBC&Netflix）-Rei 役
- コタキ兄弟と四苦八苦（2020年、テレビ東京） - 古滝有花 役
- 金魚姫（2020年3月29日、NHK BSプレミアム）- 老婦人の娘 役
- 生きるとか死ぬとか父親とか（2021年、テレビ東京） - 北野カオリ 役
- うきわ -友達以上、不倫未満-（2021年、テレビ東京） - 木下 役
- 星新一の不思議な不思議な短編ドラマ「もてなし」篇（2022年、NHK BSプレミアム） - 幹部の女性 役
- 怖い絵本（2023年、NHK） - 母 役
- フェンス（2023年、WOWOW） - 小松博美 役（綺絵の母）
- 春になったら 第6話・第10話（2024年2月19日・3月18日、関西テレビ・フジテレビ） - 矢萩早苗 役
- 燕は戻ってこない （2024年、NHKドラマ10） - 寺尾りりこ 役
- スロウトレイン（2024年1月2日、TBS）[15]

### CM
- KDDI 『DION』（2002年）鳥羽潤と共演 ／細野ひで晃演出
- アサヒフーズ 『C'Sケース』（2003年）西城秀樹と共演 ／神谷佳成演出
- 第一製薬 『システィナC』（2003年）小雪と共演 ／吉田善子演出
- 東芝 HDD&DVD（2004年）藤原紀香と共演
- セブンイレブン『企業CM』（2004年）／高田雅博演出
- トヨタ自動車 『MORE THAN BEST』（2004年）大森南朋と共演 ／村本天志演出
- サントリー 『なっちゃん』（2005年）田中麗奈、加瀬亮と共演／高田雅博演出
- P&G 『緑茶成分入りファブリーズ』（2005年）／吉田善子演出
- 日立 『洗濯乾燥機 ビッグドラム』（2006年） ／新井博子演出
- 日本コカコーラ 『ミニッツメイド 未来の私篇』（2007年）／垣内美香演出
- 日立 『栄養いきいき真空チルド』（2007年）／新井博子演出
- 積水ハウス （2008年）
- JT 『企業CM グローバル篇』（2009年） ／前田良輔演出
- 第一生命『新米課長篇』（2010年）／今村直樹演出
- NTT東日本『企業CM 365日。少年と母 篇』（2010年）／川西純演出
- ミスタードーナツ『お母さんと息子 篇』（2012年）／宇恵和昭演出
- 東京ガス 綾野剛、綾小路きみまろと共演／小島淳平演出
  - 『バリューリース“例えるなら篇”』（2013年）
  - 『ピピッとコンロ "アヤノグリル 篇"』（2014年9月13日 - ）[16]
- 日清食品 「日清麺職人　奥さま目線で - 篇」（2015年）松岡修造と共演／ 石井克人演出
- ダイワハウス xevoΣ 竹野内豊と共演／関口現演出
  - 『夫の本音』篇（2015年）
  - 『妻の本音』篇（2017年）
  - 『お前もか』篇（2017年）
- 森永製菓『カレ・ド・ショコラ～ちょっといい時間』（2017年）西島秀俊と共演／山本昌弘演出
- 日本生命保険『幸せを長く篇』 （2021年）／高田雅博演出
- 伊藤忠商事株式会社コーポレートCM「暮らす。愛する。商いする。」『衣食住物語_2022 "衣"』篇・『衣食住物語_2022 "住"』篇（2022年7月 - ）[17]／田中嗣久演出
- 第一三共ヘルスケア ブライトエイジ『年齢肌にアプローチ 篇』『続・年齢肌にアプローチ 篇』 生田斗真と共演／小島淳平演出

### テレビ
- 100分de名著 （NHK）
  - 「惑星ソラリス」（2017年）- ハリー 役
  - 「小松左京スペシャル」（2019年）- 朗読
- Edge（スカパー!）
  - Edge Special/ 異境にて、桜を詠う　詩人・田原 東北の旅（2010年） - 詩の朗読
  - Edge Special/ poet in obraat　詩人・谷川俊太郎の〈いま〉（2012年） - ナレーション・詩の朗読
  - LIVE!Edge オールナイトポエトリーリーディング（2013年） - ナレーション
  - Edge ［浄夜］ 詩人・広瀬大志のアレゴリーとして（2017年）
  - Edge 詩人 カニエ・ナハ　未だ見ぬ詩の世界へ（2017年） - ナレーション

### WEBムービー
- ピンクリボンムービーサプライ2015 私の覚悟 篇（2015年）／松永高寛演出

### ラジオ
- ラジオドラマ FMシアター『海電』（2011年）主演：女／佐々木正之演出
- ラジオドラマ NHK-FM 青春アドベンチャー『五つの夢』（2011年）主演：女

### モデル
- Yohji Yamamoto + Noir 2017S/S collection

### 受賞
- ブエノスアイレス映画祭 主演女優賞受賞（河瀬直美監督『火垂』、2001年）
- ヨコハマ映画祭　助演女優賞 （矢崎仁司監督『ストロベリーショートケイクス』、2007年）